# Södermanlands runinskrifter 214
Runinskrift Sö 214 är en runsten som står i Årby, Överselö socken och Strängnäs kommun i Södermanland. Stenen står intill gårdsplanen vid Årby gård.

## Stenen
Stenen har en toppig form och den är skadad på båda sidorna. Ristningen är ornerad med en runorm som följer stenens yttre form och inramar ett kristet, flätat ringkors. Stilen kallas Fågelperspektiv och ristningen är signerad av Balle.
Runmästaren Balle var verksam under tusentalet i sydvästra Uppland, men han har också ristat omkring tio stenar på Selaön. Tre av dessa är signerade, förutom Sö 214 är det Sö 203 och Sö 210.

## Inskriften
Translitterering av runraden:
· suin · let · ra[is]a · s(t)ain · þina · at · uikaiʀ · faþur · sen · koþan · b[yki| |i · a]rby · bali · risti ·
Normalisering till runsvenska:
Svæinn let ræisa stæin þenna at Vigæiʀ, faður senn goðan, byggi i Arby. Balli risti.
Översättning till nusvenska:
Sven lät resa denna sten efter Viger, sin gode fader (som) bodde i Årby. Balle ristade.
Sven och Viger som står omnämnda på stenen är således de första, till namnen kända byborna i Årby. Ortnamnet Årby är vikingatida och betyder att gårdens (byns) bebyggelse låg vid en å.